# Rescue
Rescue — п'ятий студійний альбом канадського пост-хардкор-гурту Silverstein. Альбом було випущено 26 квітня 2011 року, лейблом Hopeless Records. Це їх останній запис, в якому брав участь гітарист Ніл Бошарт.

## Запис
Rescue був спродюсований Джорданом Валеріотом і зведений Кемероном Веббом. Альбом був записаний протягом більш тривалого періоду часу, ніж будь-який з їхніх попередніх альбомів, протягом двох окремих сесій з різницею у понад рік, що, за словами гурту, спричинило більш "роз'єднане" звучання альбому. Початкові сесії для альбому відбулися навесні 2009 року незабаром після виходу четвертого повноформатного альбому A Shipwreck In The Sand. Реліз Shipwreck завершив їхній контракт з Victory Records, і вони записали близько 5-6 нових пісень, які потрапили на Rescue, щоб продати їх новим лейблам, але врешті-решт зупинилися на Hopeless Records. Три з цих демо увійшли до делюкс-версії альбому.

## Список композицій
1. Medication (4:30)
2. Sacrifice (2:37)
3. Forget Your Heart (3:45)
4. Intervention (3:06)
5. Good Luck with Your Lives (3:24)
6. Texas Mickey (2:41)
7. The Artist (3:06)
8. Burning Hearts (3:02)
9. Darling Harbour (2:53)
10. Live to Kill (2:35)
11. Replace You (3:25)
12. In Memory Of… (4:46)